# Nikolai Vekšin
Nikolai Vekšin   (Haapsalu, 10 de maig de 1887 - Norilsk, 15 de gener de 1951) va ser un regatista estonià, guanyador d'una medalla olímpica.
Estudià a l'Escola Karl May i a l'Institut Tecnològic Estatal de Sant Petersburg. Començà a navegar el 1911 i el 1912 ja fou membre reserva de l'equip rus que disputà els Jocs Olímpics d'Estiu d'Estocolm. Durant la Guerra Civil russa va servir com a oficial a l'Exèrcit Blanc.
El 1928 va prendre part en els Jocs Olímpics d'Estiu d'Amsterdam, on va guanyar la medalla de bronze en la regata de 6 metres del programa de vela, a bord del Tutti V, junt a Eberhard Vogdt, William von Wirén, Andreas Faehlmann i Georg Faehlmann.
Després de la Segona Guerra Mundial i la reocupació soviètica d'Estònia, Vekshin va navegant. Va guanyar una medalla de plata al campionat soviètic de 1945 i va rebre el títol de Mestre esportiu soviètic el mateix any. El 1949 va ser arrestat per les autoritats soviètiques per haver lluitat amb l'exèrcit blanc durant la Guerra Civil russa i el 1951 va morir en un camp de presoners a Norilsk, a la Sibèria.